# Кай фон Алефелдт
Кай фон Алефелдт (на немски: Cai von Ahlefeldt; * 27 юни 1591; † 6 септември 1670) е благородник от род Алефелдт/Алефелд от Холщайн, господар на Мелбек, Бюлк, Кнооп, Саксторп, Ескилсмарк ог Орнум, дипломат и генерал, генерален военен комисар, амтман на Хадерслев.
Той е вторият син на амтмана на Щайнбург, кралски-холщайнски съветник, маршал Бенедикт фон Алефелдт (1546 – 1606), собственик на имението Лемкулен, и съпругата му Олегард Рантцау (1565 – 1619), дъщеря на държавника Хайнрих Рантцау (1526 – 1598) и Кристина фон Хале (1533 – 1603). Брат е на Хенрик фон Алефелдт (* 1592, Итцехое; † 1674).
Кай фон Алефелдт купува множество собствености. През 1626 г. той купува три имения и през 1632 ги продава на крал Кристиан IV, за да се построи и поддържа крепостта Фридрихсорт (в Кил).
Кай фон Алефелдт е изпращан на дипломатически мисии от крал Кристиан IV от Дания и Норвегия. На 4 октомври 1634 г. той е награден с „Ордена на Слона“. Той също има „Ордена Данеброг“, също е архидякон и „тесаурариус“ на епископството Шлезвиг и играе голяма роля в обществения живот.

## Фамилия
Кай фон Алефелдт се жени 1619 г. за Маргарета фон Рантцау (* 1605 ; † 30 август 1647), дъщеря на
Марквард Рантцау (1571 – 1611) и Доротея фон Алефелдт (1586 – 1647). Те имат син:
- Буркхард фон Алефелдт (* 4 октомври 1634, Фленсбург; † 9 септември 1695), камерхер, съветник, главен дрост, датски граф на 7 май 1672 г., женен на 13 март 1664 г. в Саксторф за Доротея Румор (* 20 август 1647; † 7 септември 1686); имат син

Кай фон Алефелдт се жени втори път 1648 г. за София фон Рантцау (1620 – 1697), дъщеря на Марквард Рантцау (1571 – 1611) и Доротея фон Алефелдт (1586 – 1647). Те имат дъщеря:
- Маргрета Йолегаард фон Алефелдт (* 9 септември 1650; † 28 февруари 1706), омъжена на 20 август 1667 г. за Дитлев фон Брокдорф (1642 – 1732), съветник в Холщайн-Готорп